# Rosario Mangiameli
Rosario Mangiameli Scrofani (Lentini, 10 maart 1949) is hoogleraar emeritus hedendaagse geschiedenis aan de universiteit van Catania in Sicilië, Italië. 

## Levensloop
Nadat hij promoveerde in de geschiedenis in Catania bleef hij verbonden aan de universiteit als onderzoeker (1976). Vanaf 2000 was hij universitair hoofddocent en vanaf 2005 gewoon hoogleraar. Hij bekleedde de leerstoel hedendaagse en culturele geschiedenis, politieke geschiedenis en internationale relaties.
Zijn onderzoek behelsde de geschiedenis van Sicilië vanaf de 18e eeuw. In dit domein publiceerde Mangiameli artikels, essays en boeken. Zijn studies behandelden de opkomst van Sicilië als regio, Siciliaans separatisme, de wortels van het banditisme aldaar, de landing op Sicilië in 1943 en het Anglo-Amerikaanse militair bestuur erna. Hij stichtte het ISSICO (Istituto Sicilano per la Storia dell’Italia Contemporea), het Siciliaans Instituut voor de Hedendaagse Geschiedenis van Italië; hij was er jaren voorzitter van.
Tussen Mangiameli en de regisseur Pierfrancesco Diliberto, bijgenaamd Pif, brak in 2016 een rel uit. Deze kende een landelijke uitbreiding over de sociale media. Pifs film In guerra per amore gaf aan dat de Geallieerde landing in Sicilië tijdens de Tweede Wereldoorlog enkel mogelijk was door steun van de maffia. Pif zei gesteund te zijn door historici. Mangiameli, die overigens historicus-adviseur was bij de Italiaanse televisie waar Pif werkte, bestreed dit. Hij noemde het een historische verdraaiing der feiten door het ‘banaliseren’ (banalizzazione) van de Geallieerde invasie. Deze Geallieerde invasie was van een grotere omvang dan de landing in Normandië en kon volgens hem onmogelijk afhangen van onbeduidende hulp door maffiosi.
Mangiameli zorgde ervoor dat de universiteiten van Praag, Boedapest, Montréal en de Ecole des Hautes Etudes in Parijs academisch samenwerkten met de universiteit van Catania. Het internationaliseren van de opleidingen aldaar in Geschiedenis en Cultuur van de Middellandse Zeelanden was het resultaat (2018).
Mangiameli richtte het tijdschrift ‘Polo Sud’ op. Dit tijdschrift richt zich op onderzoek van hedendaagse geschiedenis.